# Kickxia lanigera
Kickxia lanigera là một loài thực vật có hoa trong họ Mã đề. Loài này được (Desf.) Hand.-Mazz. mô tả khoa học đầu tiên.

## Hình ảnh

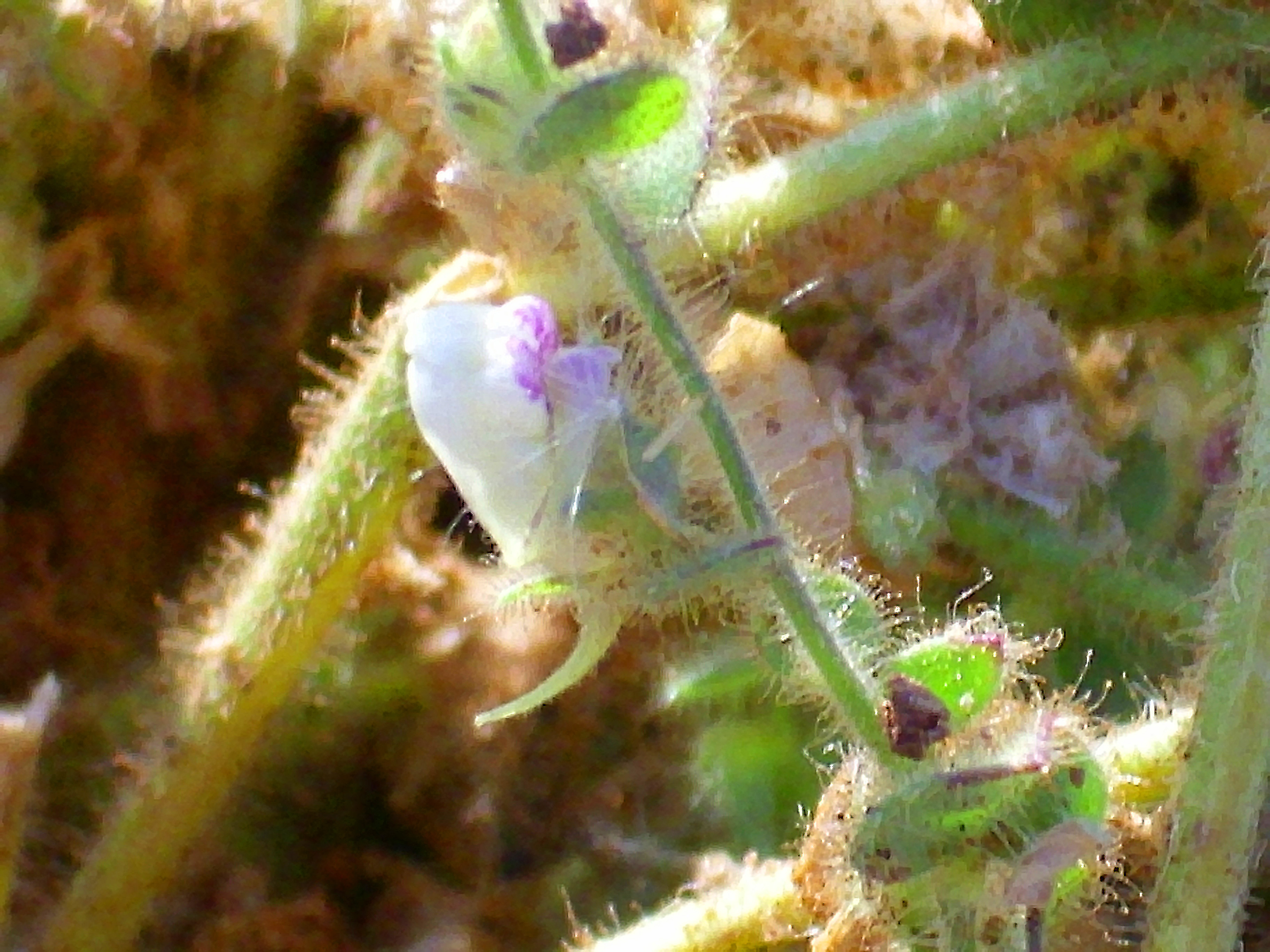
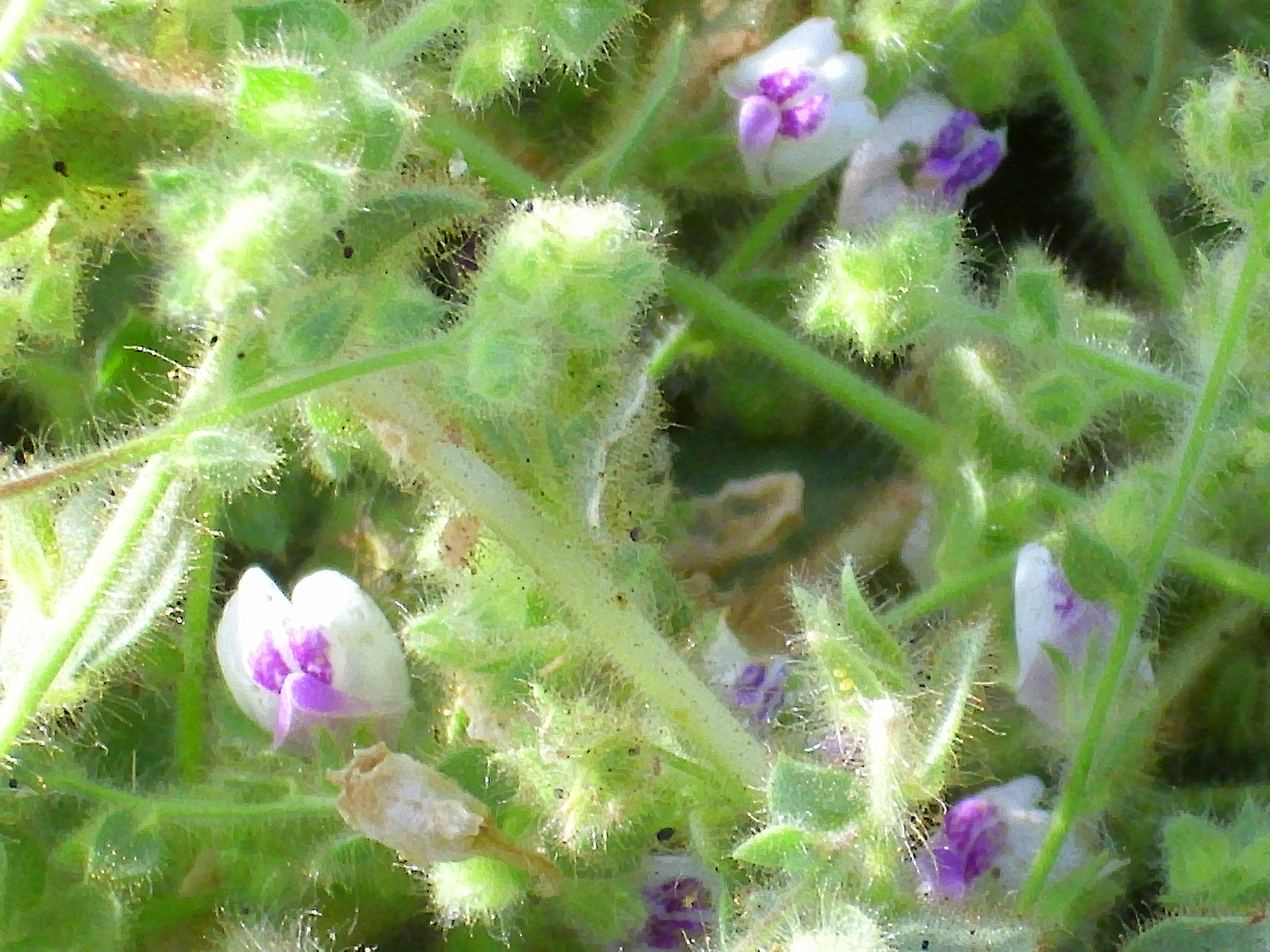
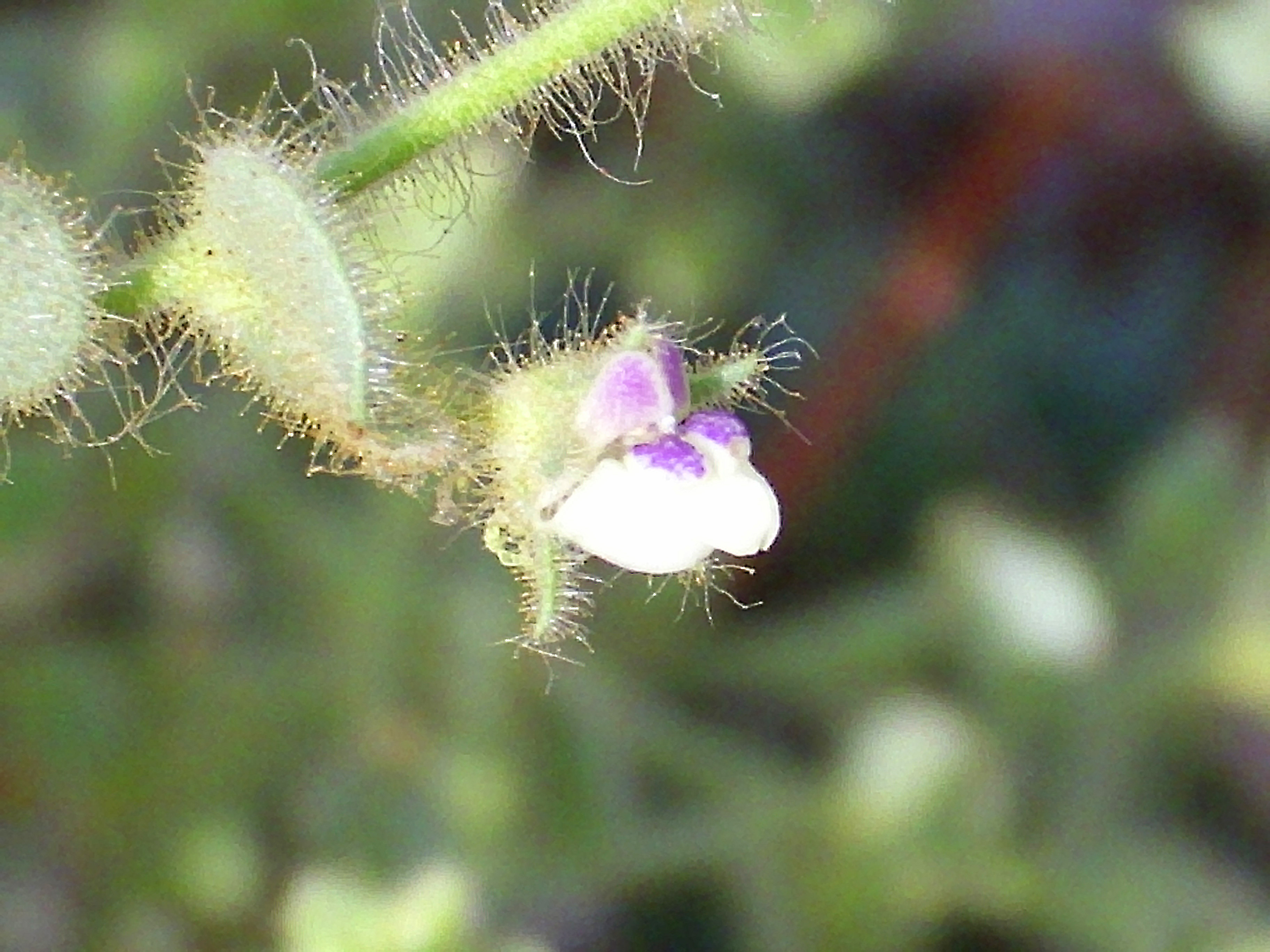
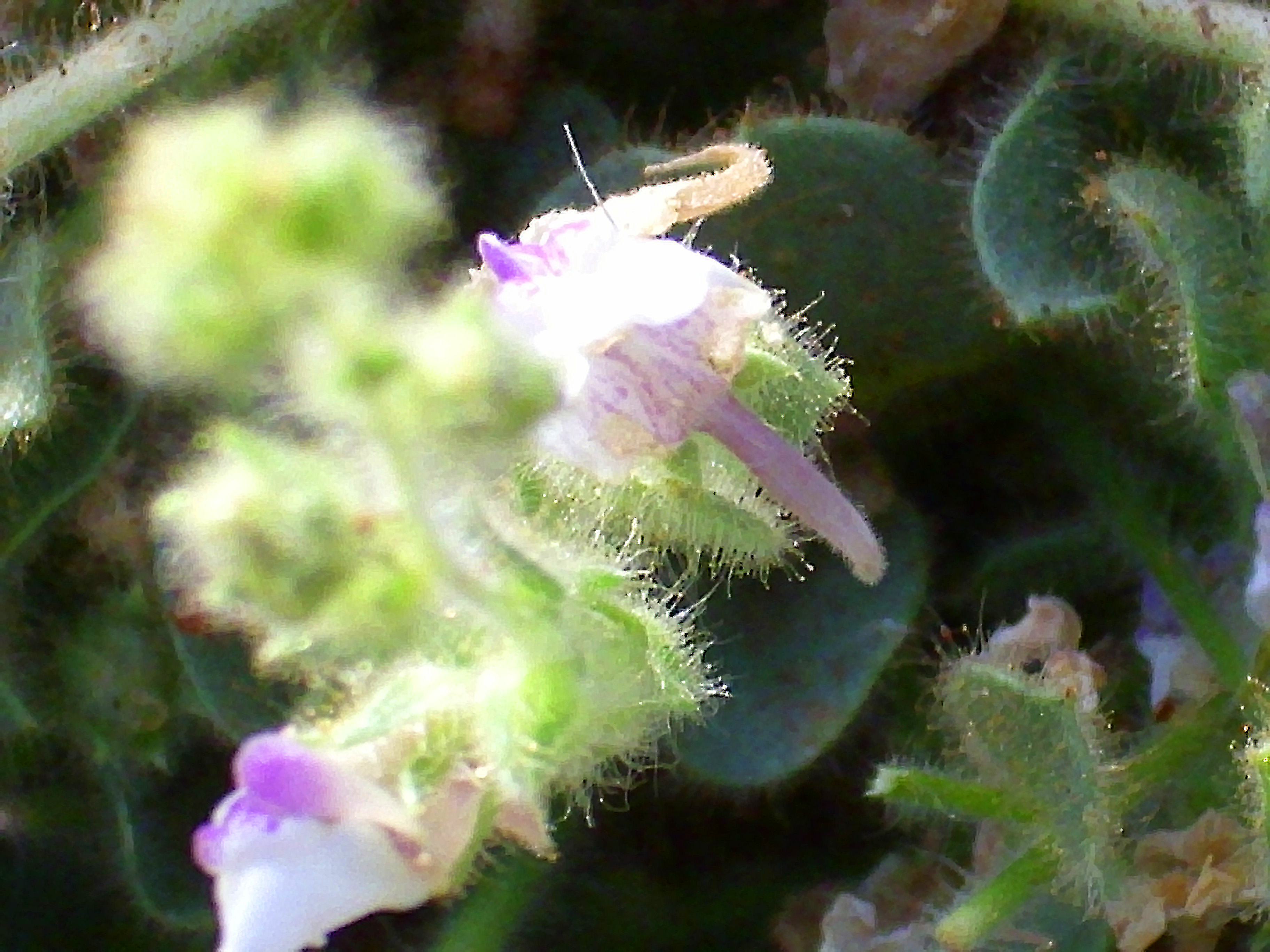